# Bni Drar
Bni Drar (en àrab بني درار o بني الجبل, Bnī Drār; en amazic ⵢⴰⵝ ⴷⵔⴰⵔ, Yat Drar) és un municipi de la prefectura d'Oujda-Angad, a la regió de L'Oriental, al Marroc. Segons el cens de 2014 tenia una població total de 10.934 persones. Es troba a la frontera entre Algèria i el Marroc, a 20 km d'Oujda i 17 km d'Ahfir. Beni Drar formà part de la confederació Yat Iznassen, tribu rifenya formada principalment per tribus berbers i/o berbers arabitzades, i una minoria de tribus àrabs no d'origen berber, que han coexistit amb els berbers i els berbers arabitzats durant diversos segles.